# San Geremia
San Geremia ist eine römisch-katholische Pfarrkirche in der Altstadt von Venedig. Sie liegt auf der gleichnamigen Insel im Sestiere Cannaregio  an der Mündung des Canale di Cannaregio in den Canal Grande. Sie reicht bis ins frühe 11. Jahrhundert zurück.

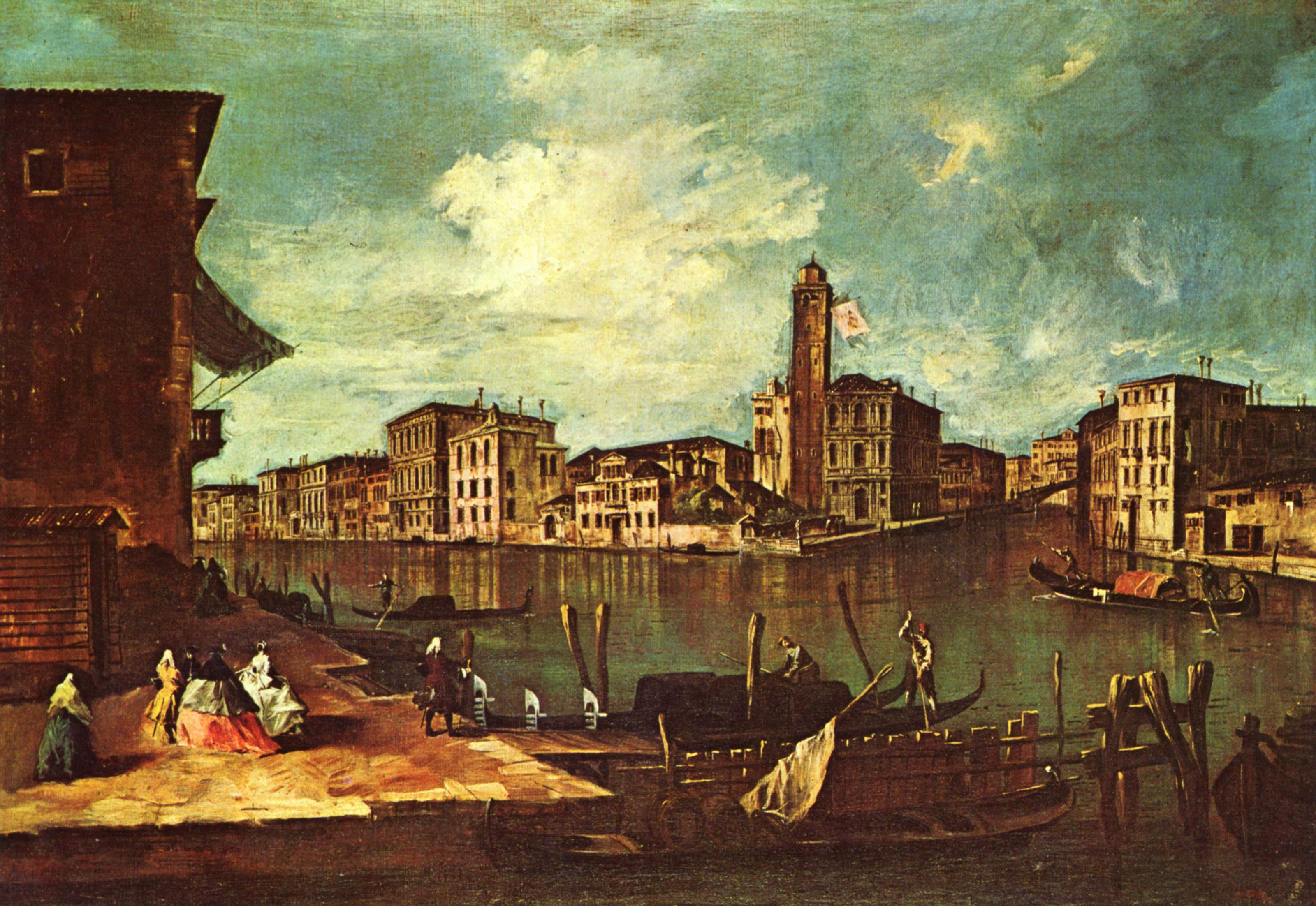
San Geremia vom Canal Grande gesehen, Ölgemälde von Francesco Guardi, um 1740

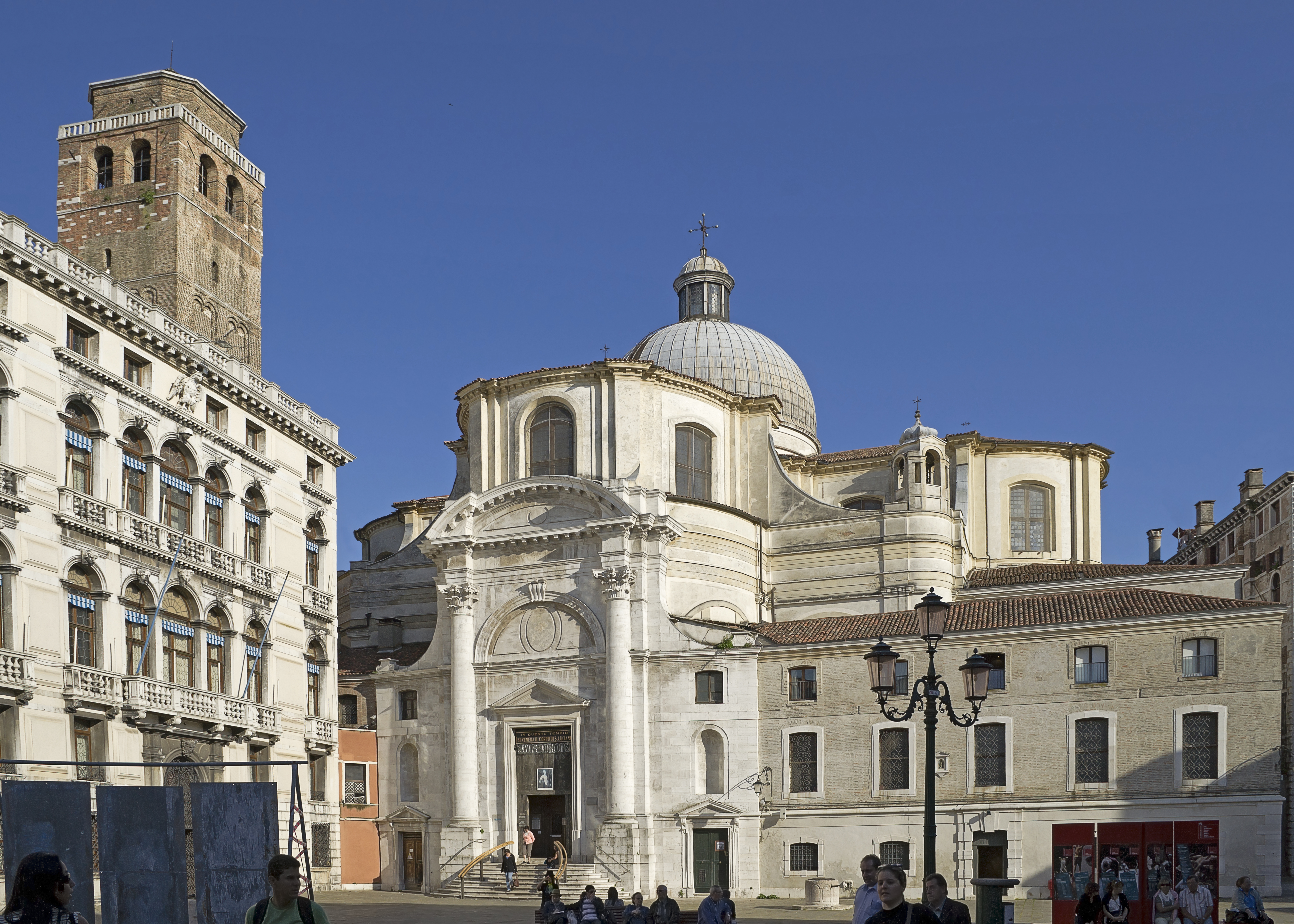
Fassade und Glockenturm

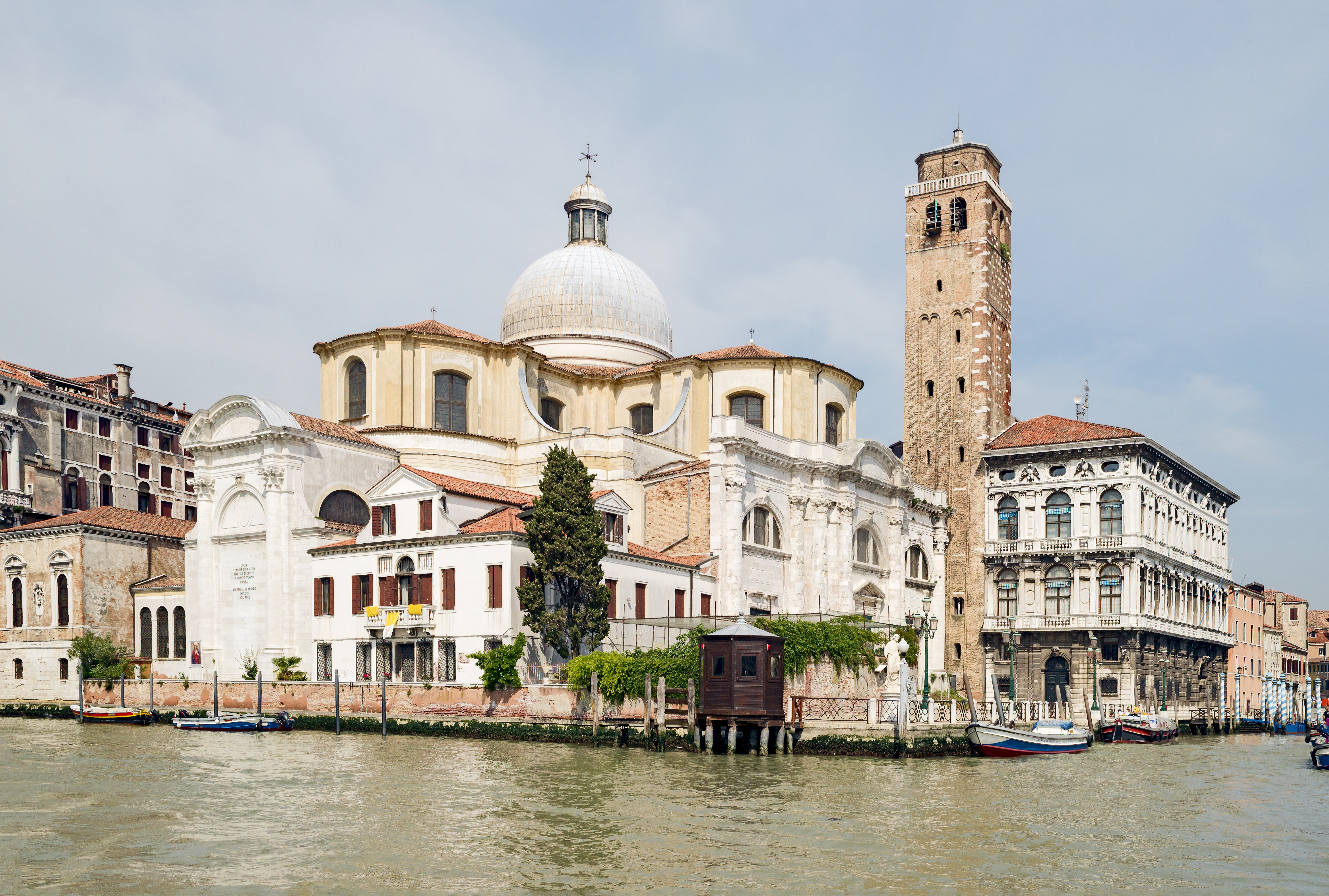
Die Fassade zum Canal Grande

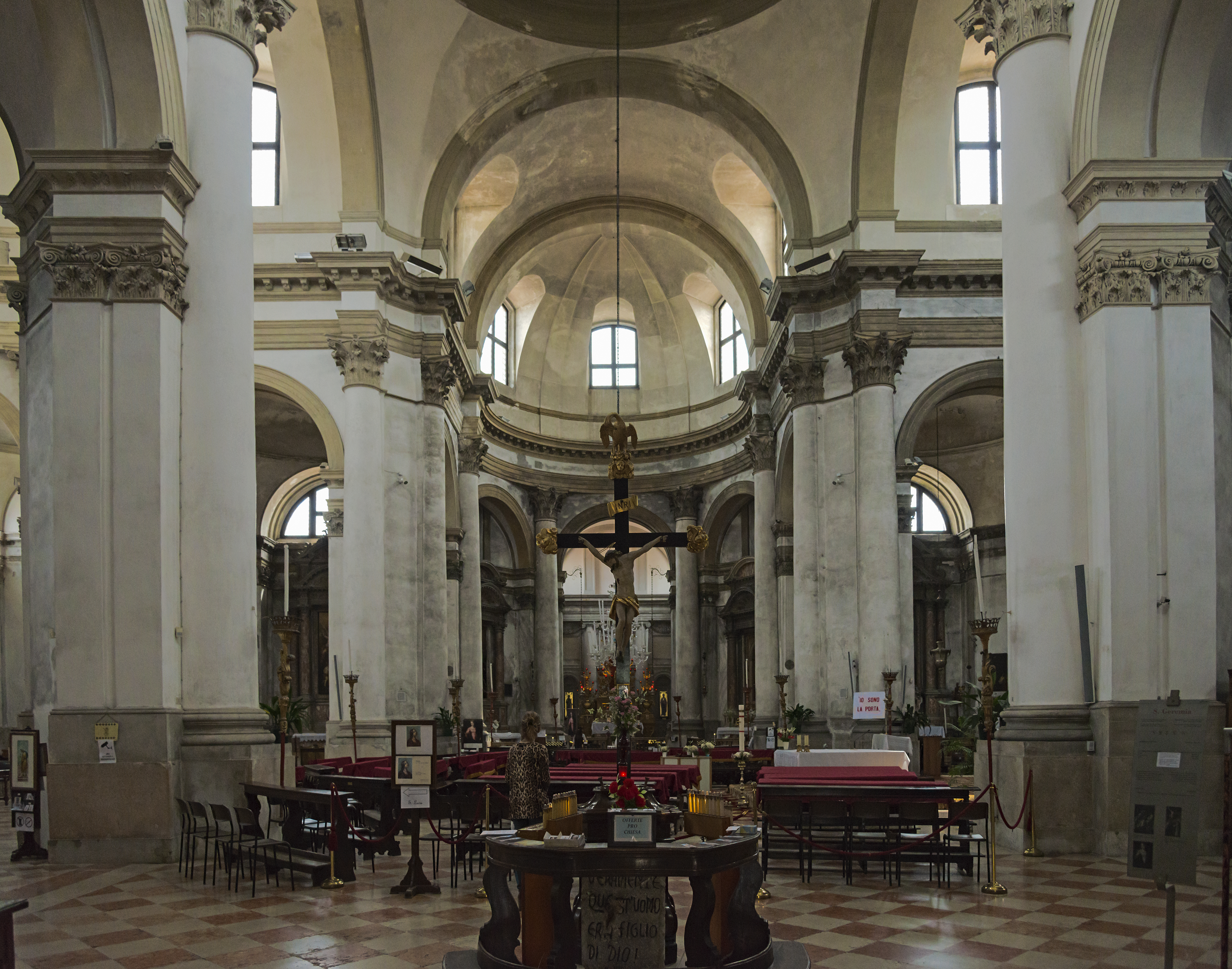
Innenraum

## Geschichte
Die Kirche geht auf einen Mauro Tosello und seinen Sohn Bartolomeo zurück, die dort einen Arm des Heiligen Bartholomäus als Reliquie aufbewahrten, die sie 1043 oder 1047 aus Apulien mitgebracht hatten. Nach Marin Sanudo war der Kirchenbau schon von den Vorfahren der beiden erfolgt, nach anderen Chroniken erst, nachdem die Reliquien nach Venedig gekommen waren. Francesco Sansovino hingegen behauptete, die Kirche sei auf Initiative der Familien Rimonda, Morosini und Malipiera errichtet worden.
Unter dem Dogen Sebastiano Ziani, der selbst in der Gemeinde gelebt haben soll, wurde 1174 das Gebäude renoviert oder umgebaut. Cornaro nahm an, dass dieser zweite Bau 1223 erfolgte. Ob weitere Umbauten erfolgten, ist unklar. Wie aus einer Inschrift an einer der Säulen hervorgeht, wurde das Gebäude am 1. Juni 1292 erneut geweiht. Das heutige Bauwerk  stammt aus dem Jahr 1753 und wurde von dem Priester und Architekten Carlo Corbellini aus Brescia entworfen. Die Fassaden zum Campo San Geremia und zum Canale di Cannaregio entstanden erst 1861.
1206 wird berichtet, dass sich in der Kirche die sterblichen Überreste des Heiligen Magnus von Oderzo befanden. Auch birgt sie die sterblichen Überreste der Heiligen Lucia von Syrakus, die 1039 von Sizilien durch den byzantinischen General Georgios Maniakes nach Konstantinopel verbracht worden waren, um während des Vierten Kreuzzuges nach Venedig zu gelangen. Lange Zeit befanden sich deren Reliquien in der Kirche Santa Lucia, die 1861 dem Bau des Bahnhofs weichen musste, der ihren Namen trägt. Als im Jahr 1600 die Hauptkapelle renoviert und Maria geweiht wurde, erhielt sie eine hölzerne Skulptur von Pietro Scrova. 1753 wurde die inzwischen baufällige Kirche wiederhergestellt, dabei allerdings weitgehend umgebaut und dem Zeitgeschmack angepasst.
1955 ließ Angelo Roncalli, damals noch Patriarch von Venedig, später Papst Johannes XXIII., das Gesicht der Heiligen mit einer silbernen Maske bedecken, um es vor Staub zu schützen, 1981 wurden die Reliquien der Heiligen geraubt, konnten aber noch im selben Jahr aufgefunden und zurückgebracht werden.
Vom Canal Grande aus kann man folgende Inschrift an der Kirche lesen: Lucia Vergine di Siracusa in questo tempio riposa. All’Italia e al Mondo ispiri luce e pace. (In diesem Tempel ruht die Jungfrau Lucia von Syracus. Sie bringe Italien und der Welt Licht und Frieden.)

## Beschreibung

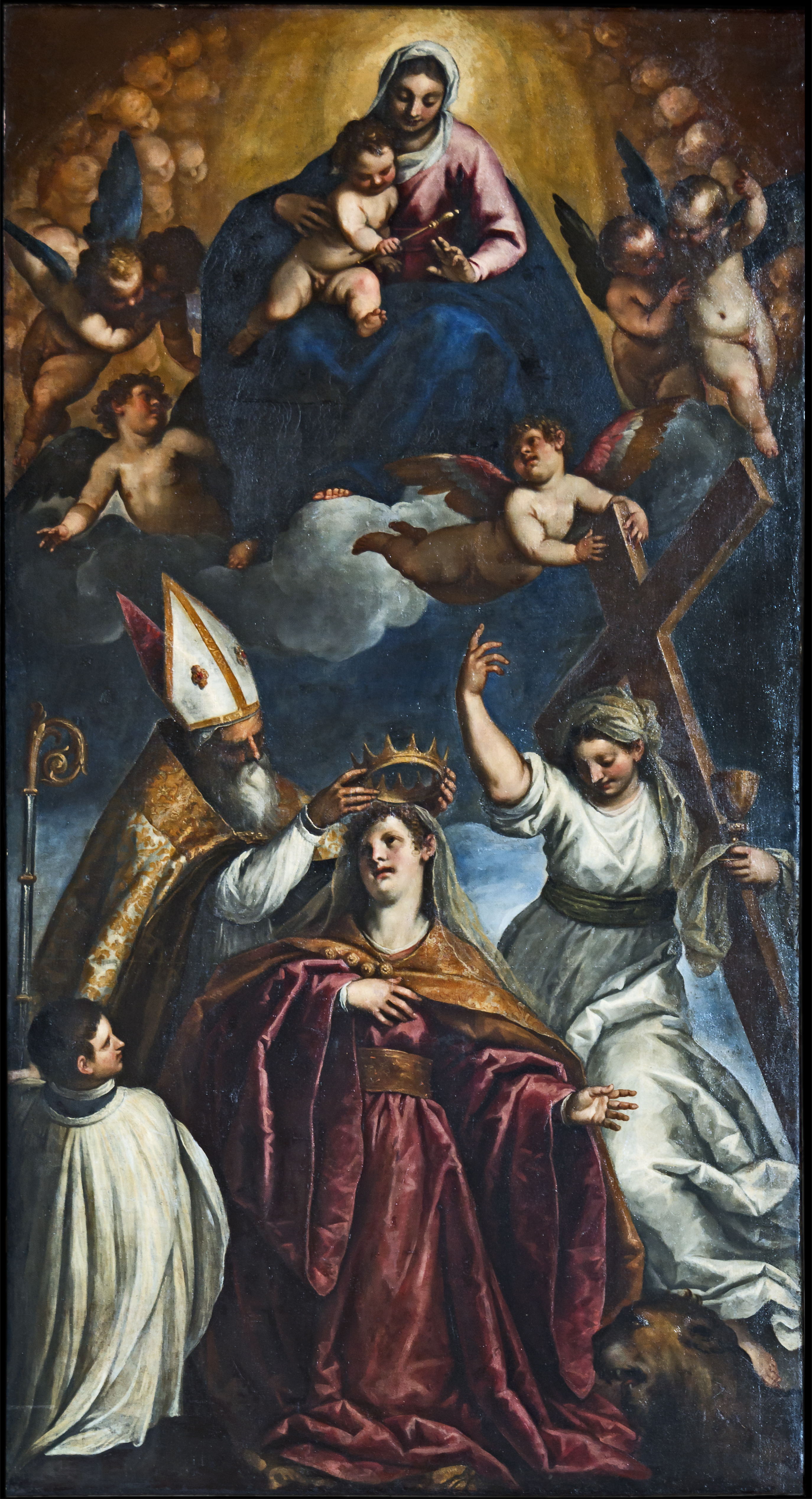
Jacopo Palma der Jüngere: La Virgine assunta assiste alla incoronazione di Venezia fatta dal vescovo San Magno

Die Kirche hat den Grundriss eines griechischen Kreuzes mit einer großen Kuppel über der Vierung und kleinen über den Enden der Kreuzarme. Zwei recht ähnliche Marmorfassaden wurden 1871 vollendet, welche die nach dem österreichischen Bombardement des Jahres 1848 durch Feuer beschädigten ersetzten. Diese Renovierung wurde von Baron Pasquale Revoltella finanziert. Die eine Fassade blickt auf den Campo San Geremia, die andere auf den Canale di Cannaregio. 1998 wurde diese durch einen Brandstifter, der ein hölzernes Baugerüst anzündete, beschädigt.
Der Innenraum ist klassizistisch und wirkt nüchtern. Bemerkenswert ist am 4. Altar Die Krönung der Venezia durch den Heiligen Magnus von Oderzo in Anwesenheit Mariens von Palma d. J.

## Campanile
Der 43 m hohe, romanische Campanile zählt zu den ältesten Glockentürmen in Venedig. Er ist das einzige Überbleibsel des Gebäudekomplexes des 12. Jahrhunderts. Der oktogonale Tambour ist etwas jünger. Auf einer Abbildung der Jahre um 1500, der Karte des Jacopo de’ Barbari, ist der Turm in seiner heutigen Form bereits zu erkennen.